# 레벤스라움

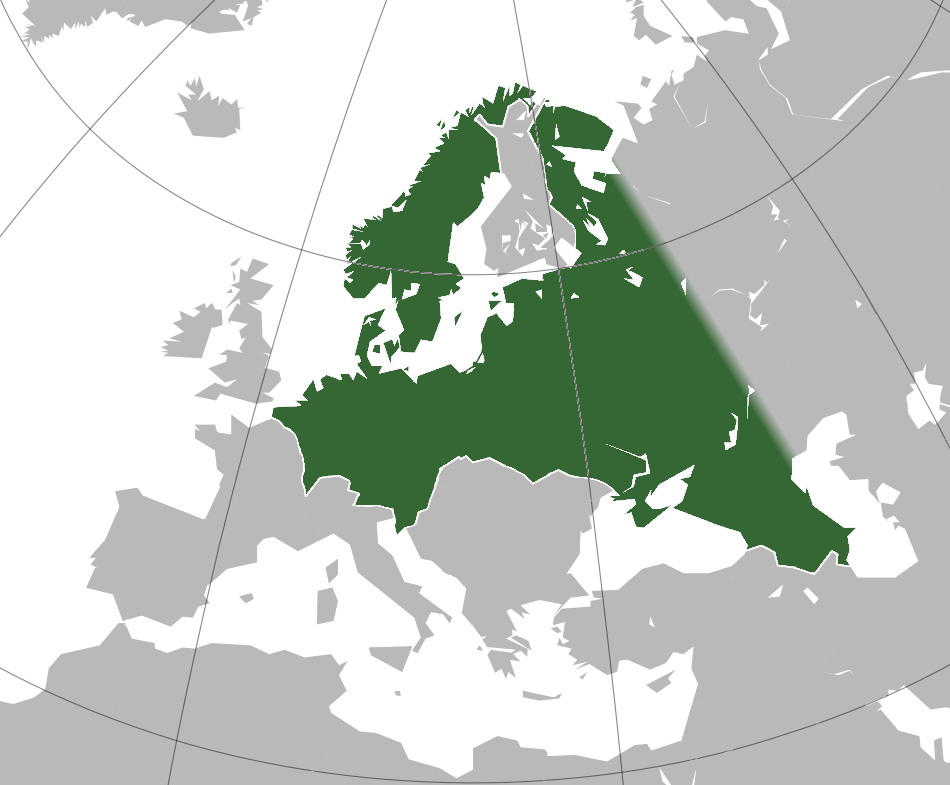
레벤스라움의 정책을 통해 현실화될 대게르만국은 국가 기관의 계획인 게네랄플란 오스트(Generalplan Ost)와 친위대의 계획에서 비롯된 영역을 가졌다.

레벤스라움(독일어: Lebensraum→생활권)은 1890년대부터 1940년대까지 독일 내에 존재했던 농본주의와 연관된 식민 이주 정책의 개념과 정책 자체를 의미한다. 이 정책을 변형한 형태 중 하나가 국가사회주의 독일 노동자당과 나치 독일이 지지한 정책이었다.
독일의 인종 정책은 독일의, 특히 동유럽을 향한 공격적인 영토 확장을 의도하여 짜여졌다. 원래 레벤스라움은 "서식지"라는 뜻의 생물학 용어였으나, 독일 제국의 홍보관들은 레벤스라움을 1914년의 9월 계획(Septemberprogramm)과 같이 제1차 세계 대전 동안 독일 제국의 지정학적 목표를 가리키는 민족주의적 개념으로 소개했다. 이 개념과 용어는 전후 바이마르 공화국에서 독일의 극단적 민족주의가 가진 요소가 되었다. 이후 나치 독일 기간 동안 레벤스라움은 독일인의 정신적 건강을 좌우하는 도시-농촌 간 균형을 유지하기 위한 농경지 확보의 필요성을 등에 업고 동유럽 방향으로 독일의 팽창을 주장하는 민족사회주의의 주요 구성 요소 중 하나가 되었다.
실제로, 전쟁 중의 독일 정책인 게네랄플란 오스트(Generalplan Ost)는 폴란드인, 우크라이나인, 러시아인 등의 슬라브인들과 독일인에 비해 인종적으로 열등하다고 판단된 현지인들을 사살, 추방, 노예화하고 레벤스라움을 이루기 위해 독일계 인구로 동유럽을 채우는 것이었다. 도시 인구는 기아를 통해 말살될 예정이었으며, 그를 통해 독일에 공급하기 위한 농업의 초과 생산을 이루어내고, 독일 상류층들의 정치적 이동과 인구 변화를 가능하게 할 것이었다. 레벤스라움의 우생학은 분명 아리아인 지배 인종(Herrenvolk)으로서의 독일인들이 그들의 (신체적, 정신적, 유전적) 우월함 덕분에 열등 인종(Untermenschen)이라고 여겨지는 이를 대체할 수 있는 권한을 맡는다고 보았다.

## 기원

### 독일인의 동방 이주

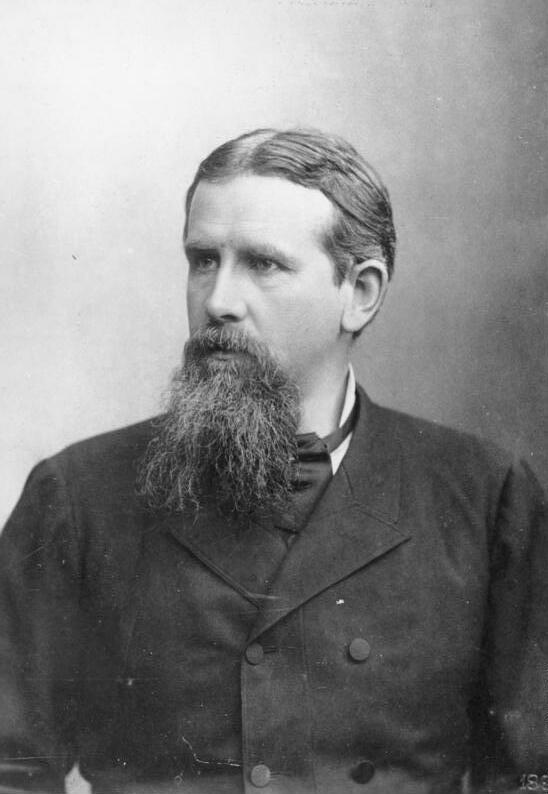
독일의 지리학자이자 민족지학자 프리드리히 라첼은 1901년에 레벤스라움을 인문지리학 용어로 사용했고, 민족사회주의에서는 이 단어를 대게르만 제국을 위한 독일의 공격적인 확장을 뜻하는 단어로 사용했다.

역사적으로, 불충분한 생활권을 가진 게르만족(Volk ohne Raum)의 개념은 아돌프 히틀러의 레벤스라움의 독일 국내 정치에 대한 사용보다 먼저 생겨났다. 중세에 걸쳐, 독일계 국가들의 인구 과잉에 따른 사회, 경제, 정치적 압력은 게르만 족의 동유럽으로의 이주 운동인 동방식민운동의 실행을 가져왔다. 1901년, 민족지학자 및 지리학자 프리드리히 라첼은 지리학적 서식지를 인간이 사회로 발달할 때의 인간 행동에 영향을 주는 한 요인으로 묘사하기 위해 인문지리학 용어로서의 레벤스라움("생활권")을 만들었다.
양차 세계대전 사이, 독일 민족주의자들은 대영 제국, 프랑스 식민제국, 그리고 미국의 "서부로의" 팽창을 통해 세워지고 명백한 운명을 통해 정당화된 제국과 같은 독일 식민제국 수립을 위해 레벤스라움이라는 용어에 적응하고, 그것을 적용시켰다. 라첼은 인간의 사회로의 발달은 기초적으로 지리적 상황(서식지)에 영향을 받고, 한 지역에 성공적으로 적응한 사회는 자연적, 논리적으로 그들의 국가 영역을 다른 영역으로 확장시키게 될 것이라고 주장했다. 하지만, 독일의 인구 과잉을 해소하기 위해, 라첼은 독일 제국이 넘쳐나는 독일인들을 이주시키기 위한 해외 식민지를 필요로 한다고 주장했다.

### 지정학
프리드리히 라첼의 사회를 — 그와 레벤스라움(서식지)의 관계에 따라 성장하고 줄어드는 — 생명에 비유한 개념은 결국, 생물학적 비유를 지정학적 자연법칙으로 해석한 스웨덴의 정치사회학자 및 보수 정치인 요한 루돌프 쉘렌(Johan Rudolf Kjellén)(1864-1922)에 의해 영향력이 있다는 것이 밝혀졌다. 쉘렌은 정치 논문 스웨덴(Schweden)에서 성공적 행정과 국가 경영을 위해 고려되어야 할 정치적 사실들을 설명하기 위해 게오폴리티크(geopolitik, 지리적 영토에 의해 발생하는 국가적 상황과 문제), 외코폴리티크(œcopolitik, 국가적 역량에 영향을 미치는 경제적 요인), 데모폴리티크(demopolitik, 국가의 인종적 구성에 의해 발생하는 사회적 문제)라는 용어들을 정의했다. 또한, 그는 지정학이라는 단어가 원래의 인문지리학적 정의와는 다른 사상적 의미를 얻게 된 독일 제국 사회에서 초기 정치사회학 저서로 읽힌 생물체로서의 국가(Staten som livsform)를 통해 독일 제국의 정치에 큰 지적 영향을 주었다.
쉘렌의 레벤스라움 개념에 대한 지정학적 이해는 군국주의자 프리드리히 폰 베른하르디(Friedrich von Bernhardi)(1849–1930) 장군과 정치지리학자 및 지정학 신봉자 카를 에른스트 하우스호퍼 등의 제국주의 홍보관들에 의해 독일의 정치에 적응하고, 확대되고, 적용되었다. 독일과 다음 전쟁(Deutschland und der Nächste Krieg)에서, 폰 베른하르디 장군은;분명 동유럽을 독일인들을 위한 새로운 국가적 서식지로 받아들이고;프리드리히 라첼의 레벤스라움 개념을 생활권을 위한 인종적 투쟁으로 발전시켰고, 다음 전쟁은 분명 — 독일의 인종적 우월성을 보호하기 위한 "생물학적 필요"의 충족인 — 레벤스라움을 획득하기 위한 것이라 주장했다. 슬라브족과 라틴족을 격파하는 것은 필수적이었는데, 그 이유는 "전쟁 없이는, 열등하고 쇠퇴해가는 인종들이", 독일의 "새롭고 건강한 요소들을 쉽게 위협할 것"이었기 때문이었다 — 따라서, 레벤스라움을 위한 전쟁은 문화적 정체와 타 인종 간의 결합으로 인한 인종적 퇴보로부터 독일을 보호하기 위한 필요성을 의미했다.

### 인종주의 사상
바이마르 공화국의 국내 정치에서, 레벤스라움의 지정학적, 특히 제1차 세계 대전에서의 군사적 패배를 복수하고, 독일을 지리적, 경제적, 군사적으로 독일에 손해를 입힌 베르사유 조약의 명령을 뒤집기 위한 극단적 민족주의에의 사용은 카를 하우스호퍼와 뮌헨에 있던 그의 지정학 연구소 덕분으로 여겨진다. 정치인 아돌프 히틀러는 민족사회주의에서의 "불가피한 팽창"의 지정학은 인구 과잉을 뒤집고, 천연 자원을 공급하며, 독일 민족의 명예를 드높일 것이라고 주장했다. 나의 투쟁에서, 히틀러는 동유럽 — 특히 소련의 우크라이나 —를 식민지화하고 인구 과잉의 문제를 해결하고, 유럽 국가들이 그의 지정학적 요구에 따르게 될 운명을 지닌 그의 대게르만 제국의 철학적 기반으로서의 레벤스라움에 대한 구상을 밝혔다.
민족사회주의에서 레벤스라움의 (선전, 정치, 공식 석상에서의)사용은 분명 인종주의적이었고, 이는 "인종적으로 우월한" 게르만족(Herrenvolk)이 폴란드, 벨라루스, 우크라이나의 슬라브족, 그리고 "동방"의 비 게르만 인구 등의 "인종적으로 열등한" 인류(Untermenschen)의 희생을 통한 문화적 운명을 충족시키기 위한 신비주의적 권리를 정당화하기 위해서였다. 프리드리히 라첼의 인문지리학 용어에 대한 요한 루돌프 쉘렌의 지정학적 인식에 기반해, 제2차 세계 대전 개전 당시의 나치 독일은 동유럽 사회의 희생을 통한 대게르만 제국의 실현을 위해 레벤스라움을 대외 정책의 인종주의적 근거로 정의했다.

## 민족주의 사상

### 독일 제국

#### 남서아프리카 (1884–1915)
20세기의 첫 10년 동안, 독일 제국은 남서아프리카를 식민지화하고 그 지역의 헤레로 족과 나마 족 원주민을 학살했다. 2005년, 벤저민 매들리(Benjamin Madley)는 남서아프리카에서의 독일의 경험은 나치 독일의 식민주의와 학살을 선도하는 데 주요한 역할을 했고, 개인적 연락, 문학, 대중의 논쟁이 식민지에서 독일로 전해진 식민지 개척자의 통신, 학살에 대한 정보 및 방법의 전달로 역할을 했다고 주장했다.

#### 제1차 세계 대전
9월 계획(Septemberprogramm)
1914년 9월, 제1차 세계 대전에서 독일의 승리가 가능해 보였을 때, 독일 제국 정부는 테오발트 폰 베트만-홀베크(Theobald von Bethmann-Hollweg) 총리가 비밀리에 지지하던 9월 계획을 공식 전쟁 목표(Kriegsziel)로 제출했고, 그에 의해 전장의 승리를 거둔 뒤의 독일은 폴란드 회랑(Polnischer Grenzstreifen)을 이루는 폴란드 서부 지역을 합병할 것이었다. 레벤스라움은 인종 청소, 지역의 슬라브족과 유대인 인구에 대한 강제 이주, 차후 회랑 지역에의 독일계 식민지 개척자 인구의 증가, 리투아니아와 우크라이나의 식민지화를 통해 실현될 것이었다; 하지만 과도한 군사적 팽창은 독일 제국의 패전을 가져왔고, 9월 계획은 실현되지 못했다.
1915년 4월, 폰 베트만-홀베크 총리는 독일이 전쟁 초반에 정복해 유지하고 있던 동유럽의 영토들에서 이익을 얻기 위해 폴란드 회랑 계획을 승인했다. 독일 제국의 결전은, 특히 볼셰비키 러시아가 유럽 제국주의 국가들 간의 "대전쟁"에서의 삼국 협상 전투원 역할에서 일방적으로 탈퇴했을 때, 동방에서의 레벤스라움을 거의 실현시켰다.
1918년 3월, 러시아 제국을 소비에트 공화국으로 재건하기 위해, 볼셰비키 정부는 전략적으로 부담이 큰, 브레스트-리토프스크 조약에 명기된 영토 할양에 합의하고, 러시아는 유럽 러시아, 발트 지역, 벨라루스, 우크라이나, 코카서스 지역의 경작지들을 독일에게 양도했다. 이러한 대규모의 지정학적 승리에도 불구하고, 서부 전선에서의 전술적 패배, 전략상의 과도한 확장, 그리고 정계 파벌의 분열은 베르사유 조약의 강화 조항들에 따라 독일 제국에게 브레스트-리토프스크 조약으로 얻은 동유럽의 레벤스라움(전체 러시아 농경지의 33%, 산업력의 30%, 탄광의 90%)을 포기하고, 러시아 영토를 에스토니아, 라트비아, 리투아니아, 폴란드, 그리고 우크라이나에게 양보하게 했다.
폴란드 영토를 독일 제국의 생활권이자 방어 경계로 삼기 위해 벌인 정복과 식민지화의 명목으로서, 9월 계획은 에리히 루덴도르프 장군이 1914년에 처음 주장한 대외 정책에서 유래했다. 25년 후, 제3제국의 대외 정책은 동유럽의 비독일계 주민들의 희생을 통한 독일의 생활권 추구 및 현실화라는 문화적 목표를 유럽에 제2차 세계 대전을 가져온 9월의 전쟁을 통해 재현했다. 독일과 두 세계 대전(Germany and the Two World Wars)에서, 독일의 역사가 안드레아스 힐그루버(Andreas Hillgruber)는 브레스트-리토프스크 조약에서의 영토 확장이 아돌프 히틀러의 동유럽 대독일제국을 의한 독일 제국식의 청사진이었다고 주장했다:
독일 현대사를 이해하기 위해, 누군가는 반드시, 대개 경시되었던, 1918년 가을 동쪽 상황의 경과에 특별한 관심을 가져야 한다: 바이마르 시대의 한 흐름으로 밝혀진, 전쟁이 끝남을 걱정하는, 넓게 퍼지고 이상하도록 비이성적인 오해들이다. 이러한 생각들은 서부의 적의 우세와, 막대한 수의 미군 유입 이전의 독일 서부전선에서의 단계적 후퇴로 인해 알려졌어야 했지만, 그러지 않았다. 그것들은 또한, 불가리아의 철수로 인한 발칸 전선 붕괴에 뒤따른 동맹국들의 끔찍한 운명에 대해서도 아니었다. 대신, 그것들은 독일군이 "승자"로서 러시아의 넓고, 전략적으로나 경제적으로나 중요한 지역을 점령했다는 사실로 인해 판단된 것이다.
1918년 11월 서부의 휴전 당시, 신문의 군대 상황 지도들에는, 나르바 인근의 핀란드 피오르드 전선을 지키며 핀란드에서부터 프스코프-오르샤-마힐료우 및 쿠르스크 남쪽으로 내려와 로스토프 인근의 돈강까지 가 있는 독일군을 보여주었다. 브레스트-리토프스크에서 확정된, 러시아의 우크라이나 분리 인정은, 러시아를 영구적으로 굴종시키려는 독일의 노력에 있어 필수적인 요소를 나타냈다. 또한, 독일군은 크림반도를 점령하고, 그보다 적은 수가, 남캅카스에 주둔하고 있었다. 점령되지 않은 러시아 "잔당"은 — 1918년 8월 28일의 독일-소련 간 부속 조약의 결과로 —  간접적이긴 하나, 제국에 단단히 종속될 것으로 보였다. 따라서, 1920년에 조정된, 소련의 폐허 위에 동방의 독일 제국을 세운다는 히틀러의 장기 목표는 단순히 추상적인 소원에서 발한 비전이 아니었다. 1918년에 세워진 동방의 권역에서, 이 목표는 확실한 출발점을 가졌던 것이다. 동방의 독일 제국은 — 비록 짧은 기간 동안이더라도  — 이미 현실이었다.

결국, 9월 계획 문서는 "동방의 레벤스라움"을 독일 역사에 걸쳐 철학적으로 독일 문화권에게 필수적이라고 기록했다; 그리고 레벤스라움은 20세기에 한정되는 인종주의 철학이 아니라고 말이다. 군사 전략으로서, 9월 계획은 양면 전쟁 동안 실행 불가능한 것으로 나타났다 — 실현하기에는 병력이 너무나 적었다; 정치적으로, 계획은 제국 정부가 지정학을 지원하고 가능하게 할 독일 상류층의 민족주의적, 경제적, 군사적 엘리트들의 의견을 이해할 수 있도록 해 주었다. 국가적으로, 독일의 레벤스라움을 위한 폴란드 합병과 인종 청소는 공식적이었고, 사민당(SDP)을 포함해, 독일 사회에서 "국가 안보로서의 민족주의"의 요소로 유명했다 제2차 세계 대전의 기원(The Origins of the Second World War)에서, 영국의 역사학자 A. J. P. 테일러(A. J. P. Taylor)는 이렇게 주장했다:
레벤스라움이 이러한 청사진들의 한 요소로 항상 등장했다는 것 역시 확실해 보인다. 이것은 히틀러가 만들어낸 개념이 아니었다. 그 당시에 이것은 매우 흔했다. 예를 들어, 한스 그림(Hans Grimm)의 공간 없는 민족(Volk ohne Raum)은 1925년 출간 당시 나의 투쟁보다 훨씬 잘 팔렸다. 그 점에서, 새 영토를 얻기 위한 계획은 제1차 세계 대전 동안 독일에서 깊이 퍼져 있었다. 이러한 것들은 괴짜 사상가나 극단주의 단체들의 계획이라고 생각되어 왔다. 이제 우리는 더 잘 안다. 1961년 독일의 한 교수[프리츠 피셔(Fritz Fischer)]는 독일의 전쟁 목표에 대한 그의 조사 결과를 발표했다. 이것들은 확실히 "침략을 위한 청사진"이거나, 그 교수가 불렀듯이, "세계 권력의 장악"이었다: 독일 통제하의 벨기에, 독일에 합병된 프랑스 철광 지대, 그리고, 심지어 주민들이 청소되고 독일인들이 재정착할 폴란드와 우크라이나였다. 이 계획들을 거의 독일 참모본부의 작품들이 아니었다. 그것들은 독일 외무성과 "좋은 독일인" [수상]베트만-홀베크가 지지했다.— "또다른 생각들"("Second Thoughts")(1963년판, 서문)

### 이탈리아 파시즘
이탈리아 파시즘의 정치 사상에서, 지리적 팽창주의는 "국경을 넘어 팽창할 필요를 충족시키기 위한, 강력한 통합 조직을 갗준 국가의 필수적 필요나, 팽창주의적 자극을 포함하는 지구의 한 부분"으로 정의된 스파치오 비탈레(Spazio Vitale)(필수권)로 정당화되었다; 그리고 독일 민족사회주의의 레벤스라움과도 사상적으로 부합했다. 베니토 무솔리니가 발표했듯, 스파치오 비탈레의 식민 제국주의는 파시스트에 의해 계획된 유럽-아프리카 제국 수립 단계에서 정복지 주민들의 — 학살이 아니라 — 문화 동화를 필요로 했다.
민족주의의 한 형태로서, 스파치오 비탈레는 이탈리아의 인종을 정복지의 "한물간" 정치 체제를 대체하고, 원주민들을 파시스트 이탈리아의 식민지로 "문명화(이탈리아어: Civilise)"하기 위해 혁명적 파시즘 사상을 도입한 "우수 문명의 대리인이자 전달자"로 소개했다. 스파치오 비탈레로 실현될 제국의 영토 확장은 대서양에서부터 인도양까지의, 지중해와 북아프리카를 포함할 것이었다. 이탈리아 파시즘의 필수권은 이탈리아인들만 거주하게 될 소권역(piccolo spazio)과, 이탈리아 식민 제국이 들어설 대권역(grande spazio) 두 부분으로 나뉠 것이었다.
파시스트 사상가 주세페 보타이(Giuseppe Bottai)는 스파치오 비탈레의 역사적 사명은 고대 로마의 그것과 같으며, 새 로마 — 이탈리아 식민 제국 — 는 "그들의 예술로 세상을 밝히고, 그들의 지식으로 가르치며, 그들의 통치 기술과 능력을 통해 새 영토에 튼튼한 국가 조직을 마련할 것"이라고 언급했다. 한때 로마의 지배를 받았던, 지배받는 사람들은 이탈리아 식민 제국 안에서 그들의 언어와 문화를 보존하는 것을 용인받을 것이었다.

### 추축국의 아시아 대륙 분할
일본 제국과 나치 독일

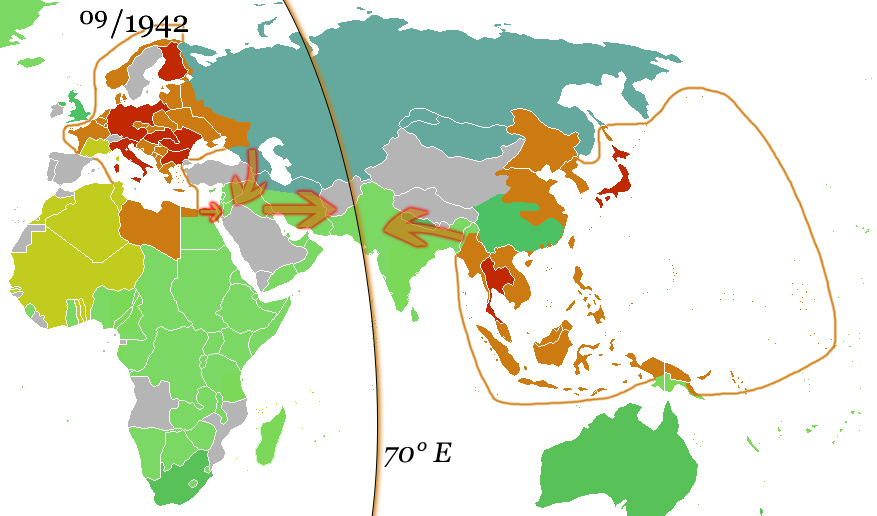
1942년 가을 동경 70도선에서의 추축국 독일, 이탈리아, 일본의 아시아 대륙 분할.

1941년 12월 15일, 일본 제국은 동맹국 나치 독일에게 — 독일의 바르바로사 작전과 대소전에서의 승리에 달린 — 세 추축국 세력의 아시아 대륙 분할을 위한 군사 협약을 제안했고, 아돌프 히틀러 수상은 이를 승인했다.
추축국의 (군사적, 정치적, 경제적)세력 영향권으로의 아시아 분할은, 서시베리아 오비 강 북극 강어귀에서부터 아프가니스탄의 호스트주 동부와 인도의 구자라트 주 라지코트 서부의 인도양까지를 가로지르며 양분하는, 동경 70도에서의 남북 경계를 통해 실현될 것이었다.
일단 실현되면, 동서의 경계는 서쪽으로는 나치 독일의 레벤스라움과 이탈리아 왕국의 스파치오 비탈레를, 동쪽으로는 일본 제국의 대동아공영권을 두고, 다양한 파시즘에 의해 통치되는 세 나라의 세상을 만들 것이었다.

## 민족사회주의 사상

### 전간기(1919–39)
1919년, 제1차 세계 대전의 결과는 독일인들이 자신들이 공간 없는 민족(Volk ohne Raum)이라고 느끼며, 상처 입은 국가 의식을 강하게 일으키게 했는데, 이는 민족주의 정당들, 특히 — 처벌적 전쟁 배상 조항으로 나라를 빈곤하게 하고, 군비를 감축시키고, 영토를 할양하게 하는 — 베르사유 조약 조항들이 독일에게 너무 가혹하다고 주장한 국가사회주의 독일 노동자당에 의해 이용된 문화적 감정이었다. 바이마르 공화국 국내 정치에서, 독일의 우생학자들은 Volk ohne Raum의 민족주의적이고 정치적인 구호를 따랐고, 독일의 (1880년대부터)감소하는 출산율을 관망하고 "독일 민족"이 활기차고 성장하는 민족이라는 대중의 믿음을 반박하는 문화적 주장인 젊음 없는 민족(Volk ohne Jugend)의 인종주의적 구호에 맞추었다. 민족주의자들의 레벤스라움에 대한 요구는 바이마르 시대 독일에서 사상적으로 가능한 정치임이 드러났다.
21년의 제1차 세계 대전과 제2차 세계 대전 사이 전간기 동안, 독일을 위한 레벤스라움은 바이마르 시대 독일의 정당 정치를 특징지은 극단적 민족주의의 주요 교리였다. 아돌프 히틀러가 이끄는 민족사회주의자들은, (베르사유 조약으로 잃은 영토 복구를 위한)독일의 전전 국경의 지리적 복구뿐 아니라, 독일의 (1918년 이전에 독일이 점령했던 땅 등의)동유럽 정복과 식민지화를 요구했다. 이를 위해, 히틀러는 베르사유 조약 파기가 독일에게 필요한 동유럽의 레벤스라움을 얻기 위해 필요하다고 주장했다. 1920년대 동안, 피와 땅(Blut und Boden) 사상을 신봉하는 반슬라브, 반도시, 반셈족 단체인 아르타만 결사(Artamanen-Gesellschaft)의 일원으로서, 하인리히 힘러는 레벤스라움을 지지하는 포퓰리즘(völkisch) 사상을 발전시켰고, 그 이유에 대한 언급은 다음과 같다:
우리의 농민 인구[의] 증가는 동방의 슬라브 노동 계급자 무더기가 들이닥치는 것에 대한 유일한 효과적 방어이다. 6백 년 전에도 그랬듯, 독일 농민의 운명은 슬라브 인종에 대항해 어머니 땅을 지키기 위한 투쟁을 통해 독일인들의 유산을 보존하고 늘려나가는 것이어야 한다.

### 히틀러 사상
나의 투쟁
나의 투쟁에서, 히틀러는 "동방노선 대 동방정책"이라는 장 전체를 독일과 독일 민족을 위한 레벤스라움의 필요를 설명하는 데에 할애했다.
그는 레벤스라움을 이루는 데 정치적 의지가 필요하다고 설명했다:
또한 이 운동은 전통이나 선입견에 구애됨 없이 오늘날 제한된 생활에서 이(독일) 민족을 새로운 영토로 끌어내고, 그것에 의해 또 지상에서 아주 없어지거나 노예 민족으로서 다른 민족에 봉사하게 될 위험에서 영원히 벗어나는 길로 전진하기 위하여 우리 민족과 그 세력을 집결하는 용기를 내야 한다.
국가사회주의 운동은 우리[독일] 민족 인구와 면젹 사이의 불균형 — 식량 확보와 호구지책과 강력 정책의 기조로 간주된다 — 이나 우리나라의 역사적 과거와 희망을 걸 수 없는 현재의 무기력 사이의 불균형을 없애도록 노력해야 한다.

따라서, 레벤스라움은 국가사회주의 독일 노동자당과 제3제국(1933-45)의 주요 외교정책 목표였다; 그러므로 히틀러는 국가적 인구 과잉을 막기 위한 미봉책으로서의 전전 국경의 회복은 거부했다. 그러한 관점에서, 히틀러는 국경의 본질에 대한 의견을 피력했다.
또한, 히틀러는 당의 정치적 의지를 통해 이루어질 독일을 위한 레벤스라움의 지리학을 밝혔다.
이상으로 우리 국가사회주의자들은 우리나라[독일]의 세계대전 전의 외교정책에 대해서는 마침표를 찍어두기로 한다. 우리는 600년 전에 도달한 시점에서 출발한다. 우리는 유럽 남쪽 및 서쪽으로 향하는 영원한 게르만인의 이동을 멈추고, 동쪽 토지에 눈길을 돌린다. 우리는 드디어 세계대전 전의 해외 식민지정책 및 무역정책을 청산하고 장래의 영토정책으로 이행한다.
우리가 오늘날 유럽에서 새로운 영토에 대해서 말할 경우 우리는 첫째로 오직 러시아와 그에 종속하는 주변 국가를 떠올릴 수 있을 뿐이다.

나의 투쟁 II
나의 투쟁의 미출간된 속편인 나의 투쟁 II(Zweites Buch, 1928)에서 히틀러는 민족사회주의 정당의 미래 외교정책에 의한 레벤스라움 사상을 표명한다. 독일인 인구의 더 큰 증가를 위해, 히틀러는 피임과 국외 이주 같은 정책이 독일의 민족과 문화를 약화시켰으며 군사적 정복만이 레벤스라움을 획득하는 유일한 수단이 될 수 있다고 주장하며 그러한 정책을 반대했다.
이에 대해서 국가사회주의 운동은 외교정책을 생각할 때 언제나 우리 독일 민족의 생존에 필수적인 영토를 확보할 필요성에 비추어 결정하고 있는 것이다.
국민적 시민계급처럼 타민족의 게르만화 또는 독일화에는 무관심하고 우리 민족의 확장만 생각한다. 국가사회주의 운동은 정복된, 이른바 게르만화한 체코인이나 폴란드인인 경우 국민적으로, 민족적으로 강화되었다고는 결코 보고 있지 않다. 오히려 인종적 약체화를 보고 있는 것이다.

따라서, 병합된 국외 지역의 비게르만 인구는 게르만화되지 않을 것이었다:
다시 말해서 민족국가로서는 어떤 상황에 있건 폴란드인을 언젠가 독일인으로 만들겠다는 등의 의도로 폴란드를 병합해서는 안 되었던 것이다. 민족국가로서는 반대로, 독일 민족의 피를 약화시키는 일이 없도록 하기 위해서라도 이 인종적으로 다른 분자를 끌어안거나 재빠르게 추방해 버리고 그렇게 비게 된 토지를 자기 민족 동포로 채워야 할 것인지 결단을 내려야 했던 것이다.

## 참고 문헌
- (독일어) Karl Lange: Der Terminus „Lebensraum“ in Hitlers „Mein Kampf“. In: Vierteljahrshefte für Zeitgeschichte. Jahrgang 13, 1965, Heft 4, S. 426–437 (online, PDF; 5,61 MB).
- 아돌프 히틀러, 황성모 역, 나의 투쟁, ISBN 978-89-497-0382-4, 동서문화사, 2014.

## 같이 보기
- 그레이트 게임
- 루스키 미르(Русский мир, en:Russian world) - 러시아 제국판 생활권
- 대동아공영권 - 일본 제국판 생활권
  - 야마토 민족을 중핵으로 하는 세계정책의 검토 & 팔굉일우
  - 야마가타 아리토모 의견서 - '주권선'(主權線, line of sovereignty)과 '이익선'(利益線, line of advantage/interest)